# Pratovecchio-Stia
Pratovecchio Stia est une commune (comune sparso) de 5 918 habitants de la province d'Arezzo, dans la région Toscane, en Italie.
La commune a été instituée le 1er janvier 2014 par la fusion des anciennes communes de Pratovecchio et Stia.

## Histoire
La commune Pratovecchio Stia a été constituée le 1er janvier 2014 par la loi régionale  no  70 du 22 novembre 2013, approuvée à la suite du référendum du 6-7 octobre 2013 qui a vu 77,3% des votants de Pratovecchio et 82,3% de ceux de s'exprimer favorablement pour la fusion.

## Administration
| Période                                  | Période  | Identité      | Étiquette     | Qualité |
| ---------------------------------------- | -------- | ------------- | ------------- | ------- |
| mai 2014                                 | En cours | Nicolò Caleri | Centre gauche |         |
| Les données manquantes sont à compléter. |          |               |               |         |

### Hameaux
Casalino, Gualdo, Lonnano, Papiano, Porciano, Pratovecchio, Stia (siège communal), Tartiglia, Villa,

### Communes limitrophes
Bagno di Romagna, Castel San Niccolò, Londa, Montemignaio, Pelago, Poppi, Rufina, Santa Sofia, San Godenzo.